# Антивоенные протесты 15 февраля 2003 года

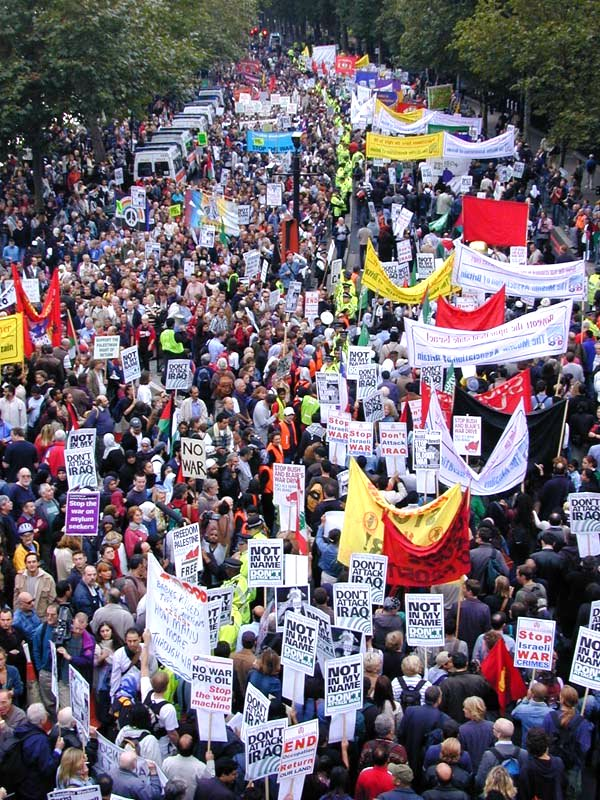
Протесты в Лондоне

Антивое́нные проте́сты 15 февраля́ 2003 го́да — скоординированный общемировой день протеста против готовившегося тогда вторжения коалиции, возглавляемой США, в Ирак, начавшегося 20 марта 2003 года. Демонстрации, проведённые в этот день, были частью протестов против Иракской войны, которые начались в 2002 году.
Оценки числа вовлеченных участников протестов разнятся. Согласно Би-би-си, в протестах приняли участие от шести до десяти миллионов человек в шестидесяти странах с 15 по 16 февраля; другие оценки колеблются от восьми до тридцати миллионов.
Наибольшие протесты прошли в странах, чьи правительства приняли участие в нападении на Ирак или поддержали его. Самые мощные протесты имели место в Европе. Протест в Риме привлёк приблизительно три миллиона человек, и занесён в 2004 году в Книгу рекордов Гиннесса как самая крупная антивоенная демонстрация в истории всего мира.

## Предпосылки
В 2002 году правительство Соединенных Штатов начало приводить доводы в пользу вторжения в Ирак. Это формально началось с речи американского президента Джорджа Буша на Генеральной Ассамблее ООН 12 сентября 2002 года, в которой Буш утверждал, что иракское правительство и Саддам Хуссейн нарушали законы ООН об оружии массового поражения и что поэтому требуется военное вторжение в Ирак.
Ещё до её начала, война не принималась за необходимую многими людьми, подвергающими сомнению объяснения причин её начала американским правительством, Один опрос, который прошёл в 41 стране, утверждал, что меньше чем 10 % поддержат вторжение в Ирак без санкции ООН и что половина не поддержала бы вторжение при любых обстоятельствах.
Антивоенные группы во всем мире стали организовывать общественные протесты. Согласно французскому академику Доминик Реиние между 3 января и 12 апреля 2003 года 36 миллионов человек во всем мире приняли участие почти в 3 000 антивоенных протестах, и демонстрация 15 февраля 2003 года была самой крупной.
Вторжение в Ирак началось 20 марта 2003 года.

## Международная координация
Международные протесты 15 февраля были беспрецедентны не только с точки зрения размера демонстраций но также и с точки зрения международной координации. Исследователи из университета Антверпена утверждают, что день был возможен только потому, что это «было тщательно спланировано международной сетью национальных общественных организации».
Идея единого международного дня демонстраций была впервые предложена антикапиталистической организацией Глобальное Сопротивление (Антикапитализм)(GR) вслед за антивоенной демонстрацией в Великобритании с участием 400 000 человек проведённой 28 сентября года. В то время GR был вовлечен в планирование европейского Социального Форума (ESF) во Флоренции и там озвучил это предложение. Согласно Крис Нинехэм из GR «было значительное противоречие. Некоторые делегаты волновались, что это отодвинет в сторону господствующую тенденцию движения. Мы, вместе с итальянскими делегатами, вынуждены были бороться за принятие этого предложения».
Предложение было принято и на заключительном собрании ESF в ноябре 2002 года, с общеевропейской датой протестов 15 февраля 2003 года. Позже был создан антивоенный веб-сайт для всей Европы с целью координации протестов. Эта сеть распространилась и на Америку.
В декабре 2002 года Каирская Антивоенная Конференция обязалась организовывать демонстрации в Египте и Международная Кампания Против Агрессии на Ираке (которая вышла из Каирской конференции), стала координировать демонстрации во всем мире. В это время, американская антивоенная группа A.N.S.W.E.R. призвала граждан к антивоенным действиям в Северной Америке.
Другая важная встреча произошла на Мировом Социальном Форуме в Порто-Алегре, Бразилия в конце 2002 года, где европейские делегаты начали популяризировать план протестов.

## Европа
Демонстрации прошли по всей Европе и многие из них насчитывали десятки тысяч. Приблизительно одна пятая всех демонстраторов во всем мире выступила в Европе.

### Альпийские страны
Уровень протеста был также высок в альпийских странах. В Австрии по оценкам Socialist Worker, далее — SW, 30 000 человек вышли на улицы Вены.
В Швейцарии, чтобы «сконцентрировать движение», большинство активистов согласились организовать одну единственную демонстрацию для всей страны в Берне. В тот день примерно 40 000 человек присоединились к протесту перед Бундесхаузом, местом заседаний швейцарского федерального правительства и парламента. Демонстрация, которая прошла под лозунгом «Nein zum Krieg gegen Irak — Kein Blut für Öl!» (Не войне в Ираке — НЕТ крови ради нефти!) стала самой крупной во всей Швейцарии с 1945.

### Бенилюкс
В странах Бенилюкс прошли самые большие демонстрации относительно общего числа населения. В Бельгии организаторы ожидали, что приблизительно 30 000 человек посетят демонстрацию в Брюсселе, где находится Европейский парламент. Но пришло 100 000 человек (по оценкам WSWS и GLW). Марш занял 3 часа, демонстранты прошли почти через весь город.
В Люксембурге вышли приблизительно 14 000 человек и в Нидерландах приблизительно 70 000 (оценка USA Today), 75 000 человек (оценка WSWS) пришли на протест в Амстердаме. Это было крупнейшей демонстрацией в стране со времен антиядерных кампаний 1980-х годов.

### Босния и Герцеговина
В Боснии собралось приблизительно 100 протестующих в Мостаре. На протесте совместно выступили местные мусульмане и хорваты.

### Германия
В Германии автобусы из 300 немецких городов приехали в Берлин, чтобы присоединиться к демонстрации из 300 000 (как объявила в прессе полиция) или 500 000 (оценка организаторов) человек; это была самая большая демонстрация, которая происходила в Берлине в течение нескольких десятилетий.

### Греция
В Афинах, выступили 150 000 человек (оценка WSWS). Протест был мирным, но небольшая группа схватилась с полицией. Полиция применила слезоточивый газ, некоторые ответили камнями и коктейлями Молотова. Полиция сообщила, что проблема была вызванна группой анархистов, которые откололись от главной демонстрации.

### Ирландия
В республике Ирландия ожидали, что марш в столице, Дублине, привлечет 20 000 человек, но фактическая цифра достигла 80 000 (полицейская оценка), 90 000 (оценка Би-би-си), 100 000 (оценка The Guardian) или 150 000 (оценка Socialist Worker). Марш блокировал движение автомашин больше четырёх часов. Протестующие потребовали, чтобы ирландское правительство прекратило позволять вооружённым силам США использовать Ирландию, аэропорт Шаннон, как перевалочный пункт на пути в Ирак.

### Италия

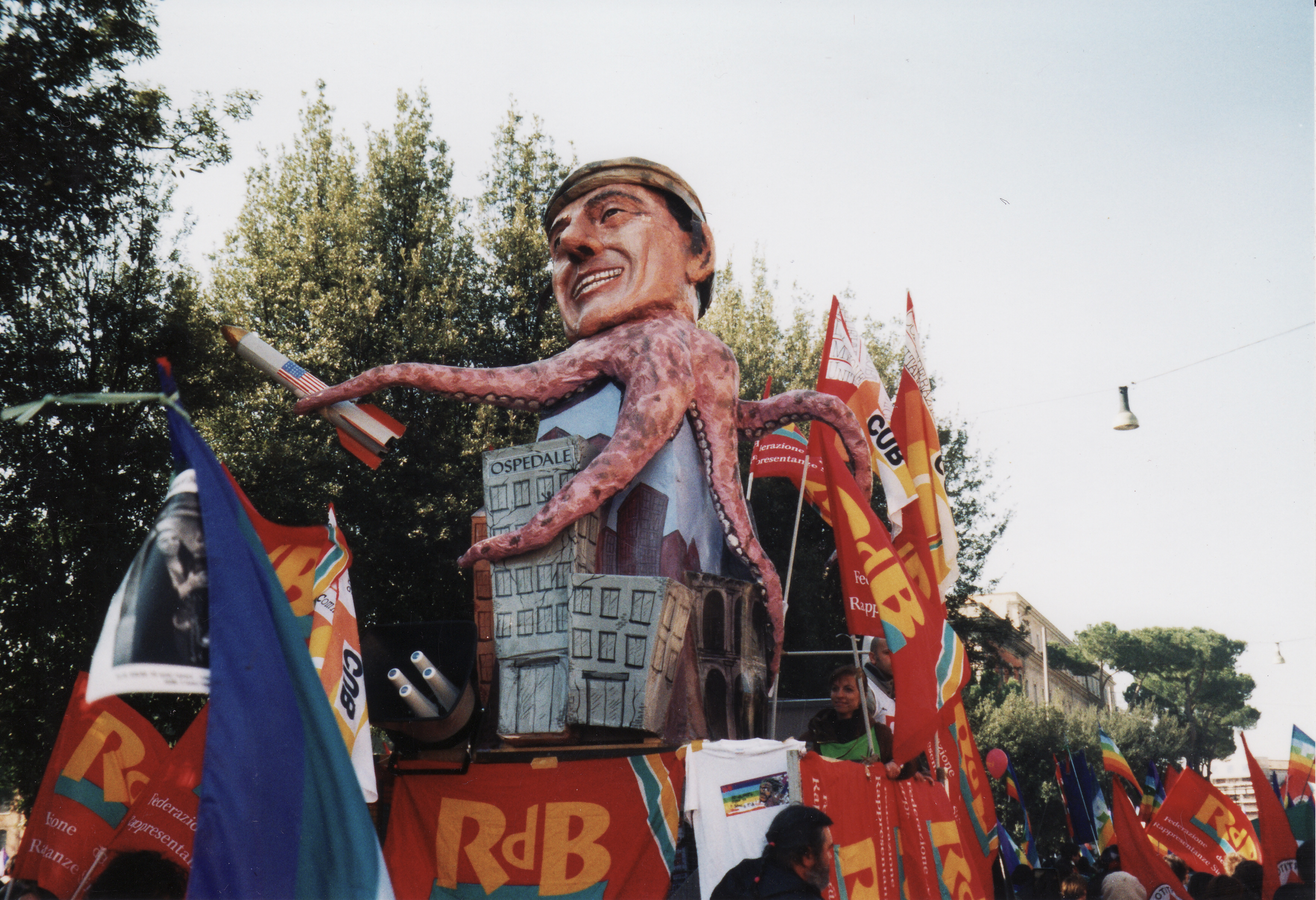
Чучело премьер-министра Италии Сильвио Берлускони на демонстрации в Риме

Самая большая демонстрация единого глобального дня протеста имела место в Италии, в Риме. Почти 3000 автобусов и тридцать поездов были специально арендованы, чтобы помочь гражданам присоединиться к протесту, который был организован под лозунгом, «Остановим войну; без ИЛИ и без НО». Организаторы были потрясены результатом своей деятельности и неожиданное огромное число приехавших людей вынудило их начать демонстрацию на два часа раньше плана.
650 000 человек (полицейская оценка) пришли на заключительную речь, на которой было много выступавших из многих стран, включая курдских и иракских диссидентов, палестинцев, представителей Американского Совета христианских Церквей и израильтянина, отказывавшегося от военной службы, который обратился к толпе с призывам к миру. Общее число римских демонстрантов в тот день достигло трёх миллионов человек (оценка организаторов, поддержанная Книгой Мировых рекордов Гинесса). Это было названо в 2004 году в книге рекордов Гинесса самым крупным антивоенным протестом в истории.
Согласно Green Left Weekly (GLW), демонстрация прилекла людей из всех слоев итальянского общества; «католические монахини и священники прошли рядом с молодыми людьми с причёской из многочисленных коротких косичек, проколотыми носами и палестинскими шарфами. Христиане, анархисты и коммунисты смешались».

### Кипр
На Кипре около британской военной базы в Dhekelia собралось 500 (оценка USA Today) или 800 человек (оценка SW). Несмотря на долгий ливень, демонстранты даже взяли военную базу в блокаду. После этого они прошли к деревне Pyla, где на гигантском экране включили передачи о других демонстрациях, происходящих во всем мире. Демонстрация была организована главным образом греческими киприотами, но к ним присоединились и некоторые турецкие киприоты.

### Мальта
Приблизительно 1 000 демонстраторов (оценка sw) вышли на протест в Мальте.

### Польша
В Варшаве вышло 10 000 человек (оценка sw). Демонстрация пересекла центральную Варшаву и прошла мимо американского посольства. Другой протест, организованный местной Антивоенной Коалицией Вроцлава (WKA), был проведён в городе Вроцлав на рынке у ратуши с 400−500 участвующими.

### Россия
В России прошло несколько демонстраций, наибольшая произошла в Москве, с 400 участниками (оценка WSWS).

### Скандинавия
В Норвегии прошёл самый большой массовый протест с 1917 года. В Осло собралось более 60 000 протестующих (оценка полиции и sw) присоединились к демонстрации. Протесты приблизительно по 15 000 имели место в Бергене и Тронхейме, и 10 000 в Ставангере. Небольшие протесты также имели место по крайней мере в 30 городах по всей стране. На митинге в Осло вице-председатель норвежской Конфедерации Профсоюзов говорил с трибуны, утверждая, что «Буш заботится только об американских нефтяных интересах».
В Дании от 20 до 30 тысяч протестующих (оценка WSWS) приняли участие в марше в Копенгагене.

### Сербия
Небольшие акции имели место в Сербии, где на демонстрацию в столице страны Белграде вышло (по оценкам WSWS) 200 человек.

### Словения
В Словении примерно 3 000 человек собрались в центральном парке Любляны и прошли по улицы города, что стало одной из самых больших демонстраций со времени получения страной независимости в 1991 году.

### Украина
В Киеве состоялась демонстрация с участием 35 партий и общественных организаций, в том числе Коммунистической партии Украины, СПУ, Прогрессивной социалистической партии Украины, Партии зеленых Украины, СДПУ(О), Селянской партии Украины и леворадикальных активистов Около 2 000 человек (оценка «USA Today»). В центре Киева состоялся концерт «Рок против войны».
После демонстрации свыше тысячи сторонников Компартии, ПСПУ, Партии зеленых и русского блока пикетировали посольство США в Киеве с требованием не допустить войны в Ираке. Кроме того, 15 февраля 2003 митинги протеста против войны в Ираке прошли в Одессе и Полтаве.

### Франция
Во Франции демонстрации прошли в 20 (оценка Observer) или 80 городах (WSWS оценка); всего выступило около 500 000 человек. Самая большая демонстрация имела место в Париже, куда пришло приблизительно 100 000 (оценка USA Today) или 200 000 (оценка WSWS) человек, они прошли через улицы города и завершили протесты на том месте, где когда-то стояла Бастилия. Символическое для французской Революции место, как полагали, придаст и этому протесту символическую значимость. Также крупная демонстрация была в Тулузе, где было около 10 000 человек.

### Хорватия
Были также протесты в Хорватии, где 10 000 человек (оценка WSWS) приняли участие в протесте в Загребе, также были протесты в Осиеке, Вуковаре, Книне, Задаре, Шибенике, Сплите и Дубровнике.

### Чешская республика
В Чешской республике более чем 1 000 человек присоединились к протестам в Праге. Чешский философ Erazim Kohak обратился к толпе, говоря, «война не решение, война — проблема».
Протестующие слушали музыку и речи прежде, чем пройти к чешскому правительственному зданию, где они представили свои петиции, а затем двинулись к американскому посольству.

## Великобритания

### Англия
Коалиция Stop the War (StWC) провела протест в Лондоне, который стал крупнейшей политической демонстрацией в истории города. Полиция оценила его в 750 000 человек, Би-би-си — приблизительно в один миллион. Перед протестующими выступали представители радикальных левых, оппозиционных войне лейбористов (Тони Бенн, Джордж Гэллоуэй), правозащитников (Бьянка Джаггер) и либеральных демократов (Чарльз Кеннеди). Бэнкси изготовил ряд плакатов с надписями «Wrong War».

### Шотландия
В дополнение к демонстрациям в Лондоне Соединенное Королевство также имело протесты в Шотландии. Активисты антивоенного движения запланировали демонстрацию в Глазго, которая должна была закончится на территории Шотландского Центра Выставок и Конференций (SECC), где в тот момент лейбористская партия (Великобритания) проводила конференцию для членов партии. Лейбористская партия стала давить на SECC чтобы те не допустили протестантов на свою территорию. В ответ на это тогдашний шотландская социалистическая партия Член шотландского парламента Томми Шеридэн (шотландская социалистическая партия) внёс предложение в шотландский Парламент, чтобы позволить протесту иметь место, осуждая лейбористов что те устраивают попытки «задушить всю оппозицию к подстрекателю войны Блэру». Лейбористская партия в итоге не смогла сорвать план демонстраторов. Тони Блэр был должен произнести речь в то же самое время, когда протестующие прибудут к зданию центра конференции, но речь была перенесена на более раннее время, чтобы избежать этого.
В итоге, в Глазго собрались около 100 000 человек.

### Северная Ирландия
Антивоенный марш был проведён в Белфасте, где собралось от 10 000 (оценка «Guardian») до 20 000 (оценка SW) человек. Видные политические деятели из Sinn Féin, Социал-демократической партии (SDLP) и Alliance Party присоединились к протесту. Председатель Sinn Féin Джерри Адамс говорил с трибуны: «Если Президент Буш и господин Блэр хотят войны, это должна быть война против бедности и во имя равенства». Был также митинг в Ньюри, посещенный сотнями протестующих (оценка Би-би-си).

## Америка

### Канада
В Канаде протесты были в 70 городах и городах (оценка WSWS).
Самое большое число протестующих было в Монреале, где, несмотря на температуру ниже −30 °C (−22 °F), собралось 100 000 человек. 80 000 человек присоединились к демонстрации в Торонто, 40 000 — в Ванкувере, 18 000 (по полицейскими оценками) — в Эдмонтоне, 8000 — в Виктории, 4000 — в Галифаксе и 6000 — в Оттаве. Прошли акции протеста в Уинсоре и Калгари.
На митинге в Chicoutimi 1500 человек выдержали −40 °C и порывы ветра 50 км/ч (31 миля в час).

### Соединённые Штаты
Протесты имели место во всех крупных городах Соединённых Штатов Америки: CBS сообщило, что акции протеста имели место в 150 американских городах, по данным World Socialist Web Site протесты прошли в 225 населённых пунктах .

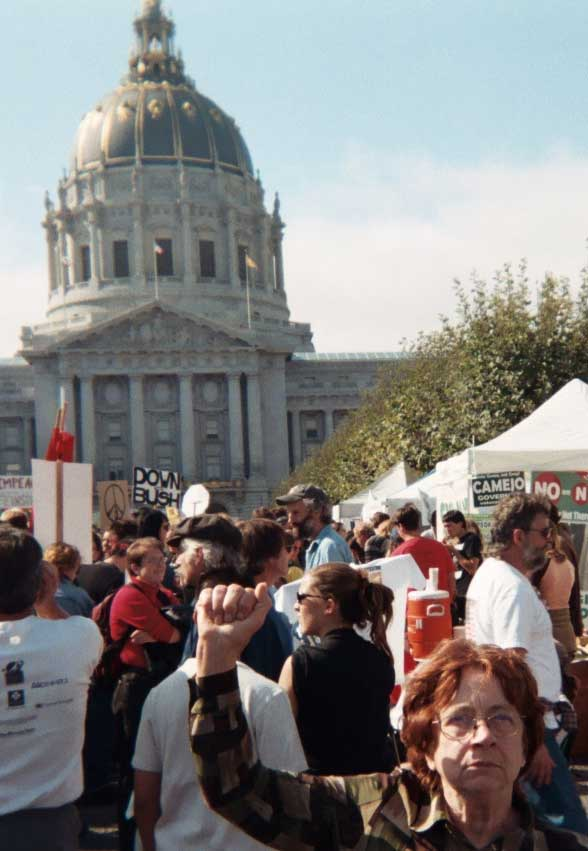
60 — 200 тысяч собравшихся на протест в Сан-Франциско

В Нью-Йорке Организаторы протеста надеялись пройти торжественным маршем до здания ООН. Однако за неделю до марша полиция утверждала, что они не будут в состоянии гарантировать порядок, поэтому Судья Барбара Джонс запретила марш возле ООН. В итоге состоялся только митинг, так как на основании решения судьи Джонс улицы вокруг здания ООН перекрыли полицейские. Согласно Донне Либерман, руководителю Союза Гражданских свобод Нью-Йорка, судебный запрет марша протеста был беспрецедентным ограничением гражданских свобод .
На демонстрации в Лос-Анджелесе, Калифорния, присутствовало 50 000 человек. Среди протестующих были актёры Мартин Шин и Майк Фаррелл, а также режиссёр Роб Райнер. Мартин Шин, который в это время играл фиктивного американского президента в фильме The West Wing, сказал, что «Ни один из нас не сможет остановить эту войну… есть только один парень, который может сделать это, и он живёт в Белом доме» .
В Колорадо-Спрингс 4 000 протестующих были рассеяны слезоточивым газом, также полиция применила электрошокеры и полицейские дубинки. 34 человека были арестованы за отказ подчиняться приказу властей и по другим обвинениям .
Два человека попали в госпиталь.
В Сиэтле 50 000 человек выступили под двойным лозунгом «Остановим войну с Ираком; Остановим войну с иммигрантами» .
Демонстрации также имели место в Филадельфии, где тысячи (по оценке Си-Эн-Эн) человек присоединились к маршу, и в Чикаго, где собралось 10000 человек .
Во Флориде небольшое количество протестующих устроили голую акцию протеста на Палм-Бич. Первоначально у них были некоторые проблемы с получением разрешения, но в четверг накануне американский Окружной суд постановил, что запланированный протест нагишом является законным. Большинство посетителей пришли из Фестиваля Нудистов Середины зимы, который имел место в то же самое время. Прошла демонстрация и в американской колонии Пуэрто-Рико.

## Азия
Небольшие демонстрации прошли в Китае.

## Антарктида
Группа учёных, работающих на американской антарктической станции Мак-Мердо, провела антивоенное собрание на льду на краю Моря Росса .